# 獵豹行動
《獵豹行動》（英語：Leopard Hunting），是一部1998年上映的香港動作電影，梁琤、大島由加利等主演。

## 劇情
本片主要講述犯罪集團房氏集團的故事。

## 人物角色
| 演員       | 角色     | 粵語配音 | 關係／備註 |
| 梁琤       | 梁靜怡   |          | 内地警察 房氏集團的敵人 追捕房氏集團，並要瓦解它們 最后成功拘捕房國浩                                                                             |
| 大島由加利 | 坂田千惠 | 曾慶珏   | 神祕女子 日本人，但懂得說廣東話 房氏集團的敵人 房景波之殺夫仇人 被内地警察逼幫助他們瓦解房氏集團，后為了為丈夫報仇而答應                          |
| 于榮光     | 房景濤   | 葉振聲   | 房氏集團成員 房家長子 生性風流，性格暴躁 房國浩之長子 房景波之兄 佔士之合作伙伴 后和坂田千惠開打時被趕來的内地警察槍殺                            |
| 張耀揚     | 房景波   | 羅偉傑   | 房氏集團成員 房家二子 做事果斷，個性冷靜 房國浩之二子 房景波之弟 坂田千惠之天敵，在以前殺死她的丈夫 佔士之合作伙伴 后被坂田千惠設局被内地警察拘捕 |
| 元華       | 房國浩   | 張炳強   | 房氏集團首腦 房國浩、房景波之父 佔士之合作伙伴 龍律師之上司 最后打算用自己的功夫一打九個内地警察，但失敗並被捕                                    |
| 龍方       | 龍律師   | 黃志明   | 房氏集團的代表律師 房國浩之下屬 |

## 外部連結
- 香港影庫上《獵豹行動》的資料（繁體中文）
- 豆瓣电影上《獵豹行動》的資料 （简体中文）